# 7985 Nedelcu
7985 Nedelcu eller 1981 EK10 är en asteroid i huvudbältet som upptäcktes den 1 mars 1981 av den amerikanska astronomen Schelte J. Bus vid Siding Spring-observatoriet. Den är uppkallad efter Dan Alin Nedelcu.